# Олівер Еллсворт Баклі
О́лівер Е́ллсворт Ба́клі (англ. Oliver Ellsworth Buckley; 8 серпня 1887 — 14 грудня 1959) — американський інженер-електротехнік та винахідник, відомий своїм внеском у розвиток трансокеанської телефонії.

## Життєпис
Олівер Еллсворт Баклі народився в Слоані, штат Айова у сім'ї Вільяма Даблдея (William Doubleday) та Сари Елізабет (Джефрі) Баклі. Його батько був адвокатом. Олівер отримав середню освіту в державних школах. Ступінь бакалавра здобув у Гріннелльському коледжі у 1909 році. Після здобуття ступеня доктора філософії з фізики в Корнелльському університеті у 1914 він пішов працювати у телекомунікаційну компанію «Western Electric Co.» (підрозділ компанії AT&T) на посаду фізика-дослідника, яку обіймав до 1925 року. У тому ж році було організовано спільне підприємство компаній «American Telephone & Telegraph Co.» і «Western Electric Co.» — «Bell Telephone Laboratories, Inc.», яке взяло на себе наукову та дослідницьку роботу в галузі зв'язку, яку до цього часу виконувала «Western Electric Co.», і де Олівер Баклі і продовжив свою дослідницьку діяльність.
У 1915, О. Баклі, разом із колегами з телекомунікаційної компанії AT&T Х. Д. Арнольдом і Г. Елменом розробили метод значного покращення продуктивності передачі підводного кабелю зв'язку, який дозволяв досягти чотирикратного зростання швидкості передачі до понад 2000 літер на хвилину. Вони виготовили кабель, обернувши мідні провідники відпаленою пермалоєвою стрічкою, матеріалом, який отримав Г. Елмен, таким способом індуктивно навантажуючи кабель. Перший такий кабель було прокладено між Нью-Йорком і Азорськими островами в 1924 році. Згодом він працював над розробкою навантаженого трансатлантичного телефонного кабелю в 1929 році та ненавантаженого багатоканального телефонного кабелю в 1932 році. Робота над останнім проектом стала базовою для розвитку усіх наступних трансокеанських кабелів.
Продовжуючи роботу в новій організації, Баклі згодом був помічником директора з досліджень з 1925 по 1933 роки, директором з досліджень у 1933-36 роках, і виконавчим віце-президентом протягом 1936-1940-х. О. Баклі обіймав посаду президента «Bell Labs» з 1940 до 1951, і був головою правління з 1951 аж до виходу на пенсію у1952. Під керівництвом Баклі як президента організації було реалізовано численні технічні проекти та досягнення, включаючи такі як: хвилевід, транзистор, автоматичний облік повідомлень, загальнонаціональну нумерацію телефонів та мережі мікрохвильової ретрансляції. У результаті своїх досліджень він отримав сорок три патенти, в тому числі на такі пристрої, як індукційний апарат (1926); телеграфний провідник (1928); підводний кабель (1928); сигнальний провідник (1930); підводний сигнальний кабель (1933); котушка для навантаження підводного кабелю (1936) тощо.
Баклі також брав участь у військових діях під час Другої світової війни, працюючи членом підрозділів зв'язку та керованих ракет Національного науково-дослідного комітету оборони. Нагороджений медаллю «За заслуги».
Беручи активну участь у роботі численних наукових організацій, Баклі був головою ради Інженерного фонду у 1939-42 роках; у 1944-45 роках був членом Комітету з науки та суспільного добробуту, який рекомендував заснувати Національний науковий фонд; і членом Національної ради винахідників з 1945 року до своєї смерті.
Баклі був членом Генерального консультативного комітету Комісії з атомної енергії США з 1948 по 1954 рік. На цій посаді Баклі виступав проти рішення 1950 року продовжити розробку термоядерної бомби, але до 1952 року змінив свою точку зору та підтримав програму.
Баклі одружився у Вебстер-Сіті (штат Айова) 14 жовтня 1914 року з Кларою Луїзою Шерідан Лейн і мав чотирьох дітей: Кетрін Лейн, Вільяма Дугласа, Барбару та Джульєтту Джорджіану.
Він помер у Ньюарку (штат Нью-Джерсі) 14 грудня 1959 року.

## Відзнаки та вшанування
Олівер Баклі у 1954 році був нагороджений медаллю Едісона за «внесок у науку та мистецтво, який зробив реальністю трансатлантичний телефонний кабель; за мудре керівництво великою промисловою лабораторією; за видатні заслуги перед урядом своєї країни».
Премія Олівера Баклі від Американського фізичного товариства за праці в галузі фізики конденсованого стану названа на вшанування пам'яті про науковця.

## Окремі патенти винахідника
- US patent 1586962, O. Buckley, "Induction Apparatus", issued 1926-june-01
- US patent 1662956, O. Buckley, "Telegraph Conductor", issued 1928-may-20
- US patent 1681515, O. Buckley, "Submarine Cable", issued 1928-aug.-21
- US patent 1762956, O. Buckley, "Signaling Conductor", issued 1930-june-20
- US patent 1903975, O. Buckley, "Submarine Signaling Cable", issued 1933-apr.-18
- US patent 1957487, O. Buckley, F. Malm, "Multicore Cable with Thermoplastic Insulation", issued 1934-may-08
- US patent 2043346, O. Buckley, "Submarine Cable Loading Coil", issued 1936-june-06